# Herhaling (muziek)

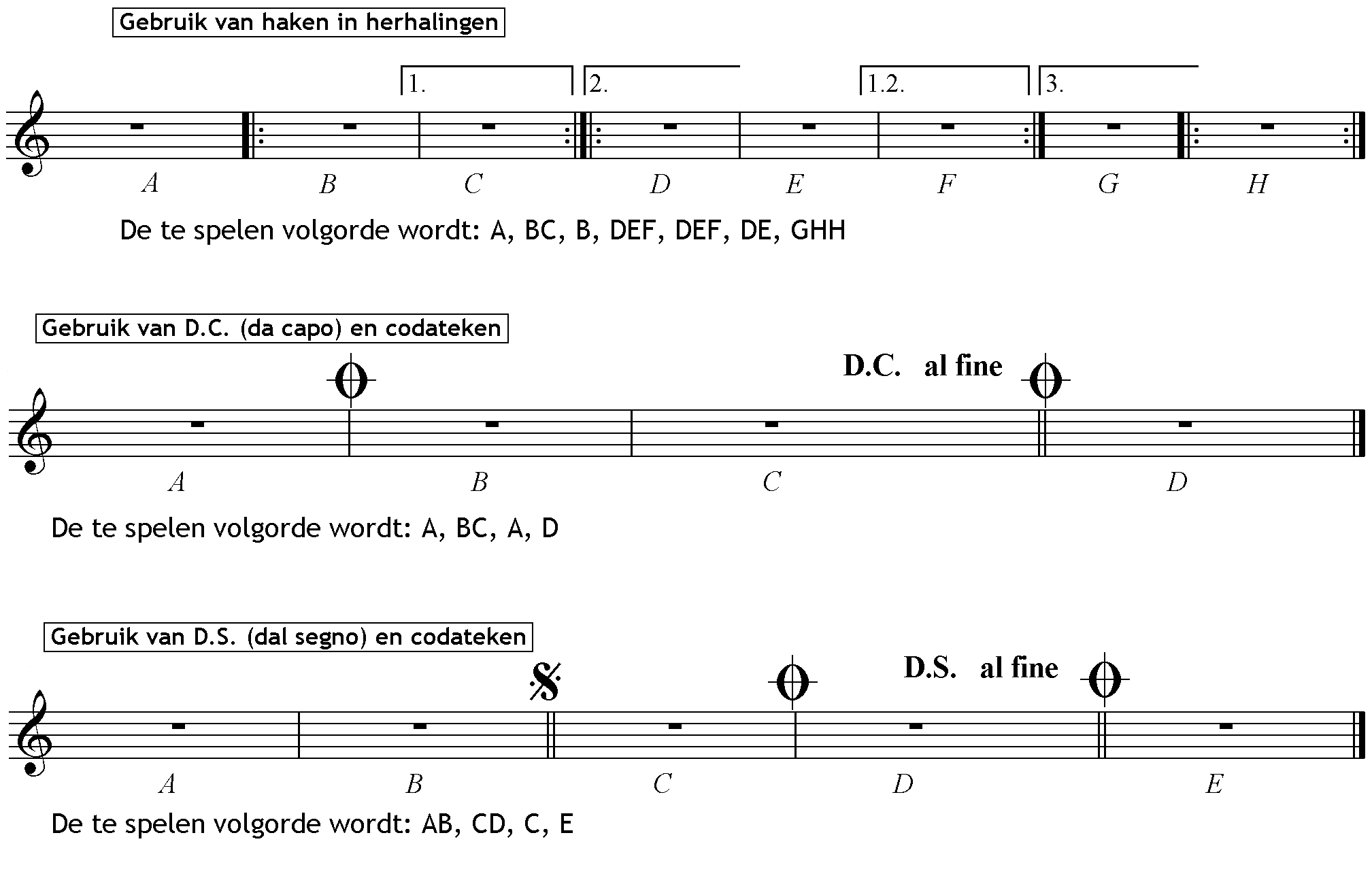
Herhalingsstructuren in muzieknotatie

Een herhaling in de muziek is het herhalen van een deel van de muziek. In bladmuziek zijn hier meerdere tekens en notatiewijzen voor, afhankelijk van wat er herhaald wordt, en hoe vaak. De slotmaat van een herhaling is vaak anders. Als de veranderingen in de herhaling groter zijn spreekt men van variaties en versieringen en is de herhaalde muziek in de bladmuziek meestal uitgeschreven.

## Voorbeelden
Voorbeelden van herhalingen zijn:
- Herhaling van bepaalde gedeelten van een compositie, weergegeven met een herhalingsteken op of boven de maatstreep, of met coda- of Dal segno tekens of Da capo-tekens.
- Herhaling van een terugkerend motief. Hiervoor bestaan diverse tekens en afkortingen.
- Herhaling van een gedeelte van een compositie, wat de hoofdvorm bepaalt, bijvoorbeeld in de Lied-vorm ABA of in het Rondo ABACA. In de sonatevorm wordt de expositie herhaald in de reprise, met enige veranderingen.
- Gehele muziekwerken worden regelmatig herhaald, immers als werken opnieuw worden uitgevoerd, of uitgezonden.
- Minimal music berust voor een groot gedeelte op herhaling van muzikale patronen
- Het retorisch effect van een herhaling in een muziekstuk (bijvoorbeeld van een motief is dat de aandacht op een aspect gevestigd kan worden.
- Een sequens is een herhaling van een motief of zin, dit kan vaak op een andere toonhoogte plaatsvinden. Sequensen treft men veelvuldig aan in barokmuziek, waar ze vaak ter modulatie dienen en een voortspinnend effect hebben, maar ook in andere muziek kan men sequensen aantreffen, zoals in muziek van Mozart of Beethoven, maar ook in vele laatromantische en dodekafonische muziek.